# Fairfield (Kentucky)
Fairfield és una població dels Estats Units a l'estat de Kentucky. Segons el cens del 2000 tenia 72 habitants.

## Demografia
Segons el cens del 2000, Fairfield tenia 72 habitants, 27 habitatges, i 23 famílies. La densitat de població era de 95,9 habitants/km².
Dels 27 habitatges en un 40,7% hi vivien nens de menys de 18 anys, en un 59,3% hi vivien parelles casades, en un 25,9% dones solteres, i en un 14,8% no eren unitats familiars. En el 14,8% dels habitatges hi vivien persones soles el 7,4% de les quals corresponia a persones de 65 anys o més que vivien soles. El nombre mitjà de persones vivint en cada habitatge era de 2,63 i el nombre mitjà de persones que vivien en cada família era de 2,83.
Per edats la població es repartia de la següent manera: un 25% tenia menys de 18 anys, un 8,3% entre 18 i 24, un 31,9% entre 25 i 44, un 20,8% de 45 a 60 i un 13,9% 65 anys o més.
L'edat mediana era de 40 anys. Per cada 100 dones de 18 o més anys hi havia 86,2 homes.
La renda mediana per habitatge era de 19.375 $ i la renda mediana per família de 26.250 $. Els homes tenien una renda mediana de 58.750 $ mentre que les dones 0 $. La renda per capita de la població era de 17.181 $. Cap de les famílies estaven per davall del llindar de pobresa.

## Poblacions més properes
El següent diagrama mostra les poblacions més properes.